# Bakonytamási
Bakonytamási là một thị trấn thuộc hạt Veszprém, Hungary. Thị trấn này có diện tích 20,49 km², dân số năm 2010 là 642 người, mật độ 31 người/km².